# Мьорьон
Мьорьон (на монголски: Мөрөн; букв. „голяма река“) е град в Монголия и административен център на аймак Хьовсгьол. Разположен е в северната част на страна, на около 90 km южно от езерото Хьовсгьол. Към 2010 г. има население от 35 789 души.

## Общи сведения
Към края на 2007 г. населението на града съставлява 36 082 души, площ – 102,9 км², плътност на населението – 351 д/км². Разположен е близо до брега на река Делгер-Мурен, ляв отток на река Селенга. Градът разполага с музей, театър, болница, поща и няколко училища и детски градини. Тук е разположен един от най-големите пазари в Монголия. Важно значение има летище „Мьорьон“, обслужващ вътрешни линии (до Улан Батор, Булган, Ховд), а също така и международни линии на чуждестранни авиокомпании.

## История
Град Мьорьон се развива благодарение на будисткия манастир Муренгийн-хуре, основан през 1809 г. на брега на река Делгер-Мурен. В началото на 1920-те години в манастира живеят 1300 лами. Манастирът бива разрушен през 1937 г. В началото на 1990-те години на мястото на стария манастир е основан нов манастир – Дандзадарджа-хийд. През 1991 г. близо до селището е открит масов гроб на 5000 разстреляни монаси, за които се предполага че са били убити от комунисти към края на 1930-те години. Това е представлявало около 1% от възрастното население на Монголия по това време.

## Население
| 1959   | 1969   | 1979   | 1989   | 1994   |
| ------ | ------ | ------ | ------ | ------ |
| 9000   | 11 200 | 16 500 | 21 300 | 27 230 |
| 2000   | 2005   | 2007   | 2010   |        |
| 28 147 | 35 872 | 36 082 | 35 789 |        |

Повечето от жителите на града живеят в квартали, съставени основно от подвижни домове и юрти.

## Климат
Климатът в Мьорьон е сух, с дълга и студена зима и кратко, но топло лято. Класифицира се като субарктичен с полупустинно влияние. Едва 0,3 °C делят климата да се класифицира като полупустинен, тъй като е твърде сух за да бъде умереноконтинентален. делят Средната годишна температура е -1,3 °C, а средното количество годишни валежи е около 203 mm.
| Климатични данни за Мьорьон           | Климатични данни за Мьорьон | Климатични данни за Мьорьон | Климатични данни за Мьорьон | Климатични данни за Мьорьон | Климатични данни за Мьорьон | Климатични данни за Мьорьон | Климатични данни за Мьорьон | Климатични данни за Мьорьон | Климатични данни за Мьорьон | Климатични данни за Мьорьон | Климатични данни за Мьорьон | Климатични данни за Мьорьон | Климатични данни за Мьорьон |
| Месеци                                | яну.                        | фев.                        | март                        | апр.                        | май                         | юни                         | юли                         | авг.                        | сеп.                        | окт.                        | ное.                        | дек.                        | Годишно                     |
| Абсолютни максимални температури (°C) | 4,5                         | 9,2                         | 18,7                        | 27,1                        | 32,5                        | 35,4                        | 33,9                        | 33,0                        | 28,8                        | 23,6                        | 10,7                        | 9,6                         | 35,4                        |
| Средни максимални температури (°C)    | −14,5                       | −9,3                        | 0,8                         | 9,9                         | 18,2                        | 22,9                        | 23,4                        | 21,9                        | 16,7                        | 7,6                         | −3,7                        | −12,1                       | 6,8                         |
| Средни температури (°C)               | −22,7                       | −18,3                       | −8                          | 1,4                         | 9,7                         | 15,2                        | 16,2                        | 14,4                        | 7,9                         | −0,7                        | −11,4                       | −19,8                       | −1,3                        |
| Средни минимални температури (°C)     | −28,8                       | −25,8                       | −15,9                       | −6,4                        | 1,2                         | 7,5                         | 10,1                        | 7,6                         | 0,4                         | −8                          | −18                         | −25,6                       | −8,4                        |
| Абсолютни минимални температури (°C)  | −45,7                       | −44,3                       | −34,6                       | −22,3                       | −11,7                       | −5,8                        | 1,4                         | −1,6                        | −12,7                       | −27,3                       | −37,9                       | −45,8                       | −45,8                       |
| Средни месечни валежи (mm)            | 1                           | 1                           | 0                           | 7                           | 15                          | 42                          | 59                          | 54                          | 17                          | 5                           | 1                           | 1                           | 203                         |
| ------------------------------------- | --------------------------- | --------------------------- | --------------------------- | --------------------------- | --------------------------- | --------------------------- | --------------------------- | --------------------------- | --------------------------- | --------------------------- | --------------------------- | --------------------------- | --------------------------- |
| Източник: World Climate               |                             |                             |                             |                             |                             |                             |                             |                             |                             |                             |                             |                             |                             |

## Летище
Мьорьонското летище разполага с две писти: една асфалтирана и една с пясъчна настилка. То предлага редовни полети от и до Улан Батор. Някой самолети, пътуващи за западните аймаци също използват летището като спирка.

## Галерия
- Летището.
- Паметник на Геленху пред летището.
- Централния площад и паметник на Чингунжав.
- Музей на аймака.
- Администрацията на аймака.
- Поща.
- Манастир Данзандаржа.
- Статуя на Буда в манастира.
- Стадион на борците.
- Мемориал на борците.